# Vera Strojeva
Vera Pavlovna Strojeva (ryska: Вера Павловна Строева), född 4 oktober (21 september g.s.) 1903 i Kiev, död 26 augusti 1991, var en sovjetisk filmregissör och manusförfattare. Hon regisserade femton långfilmer mellan 1931 och 1983 (manus från 1927). Hennes make var filmregissören Grigorij Rosjal.

## Filmer i urval
- 1947 – I Gestapos klor
- 1951 – Stor konsert
- 1954 – Boris Godunov
- 1960 – Chovansjtjina